# 官田乡 (漳平市)
官田乡，是中华人民共和国福建省龙岩市漳平市下辖的一个乡镇级行政单位。

## 行政区划
官田乡下辖以下地区：
豪山村、梅营村、梧村、下浙村、黄坪村、坪山村、官东村、山贝村、石门村、官西村、和坑村和桂东村。